# Герман Шредер
Герман Шредер (Hermann Schröder; 3 грудня 1912, Гамбург — 21 лютого 1943, Атлантичний океан) — німецький офіцер-підводник, оберлейтенант-цур-зее крігсмаріне.

## Біографія
В 1936 році вступив на флот. В січні-травні 1941 року пройшов курс підводника. В травні-липні 1941 року — помічник інструктора училища зв'язку в Мюрвіку. З серпня 1941 року — 1-й вахтовий офіцер на підводному човні U-751. З лютому 1942 року переданий в розпорядження 7-ї флотилії. В квітні-травні пройшов курс командира човна. З 21 травня 1942 року — командир U-623, на якому здійснив 2 походи (разом 72 дні в морі). 21 лютого 1943 року U-623 був потоплений в Північній Атлантиці північніше Азорських островів (48°08′ пн. ш. 29°37′ зх. д.) шістьома глибинними бомбами британського бомбардувальника «Ліберейтор». Всі 46 членів екіпажу загинули.

## Звання
- Фенріх-цур-зее (14 травня 1937)
- Лейтенант-цур-зее (1 жовтня 1938)
- Оберлейтенант-цур-зее (1 жовтня 1940)